# Пјаја (Белуно)
Пјаја (итал. Piaia) је насеље у Италији у округу Белуно, региону Венето.
Према процени из 2011. у насељу је живело 58 становника. Насеље се налази на надморској висини од 1164 м.